# ダン・フォーゲルマン
ダン・フォーゲルマン（Dan Fogelman, 1976年2月19日 - ）は、アメリカ合衆国の映画監督、脚本家、映画プロデューサーである。ニュージャージー州出身。『ラブ・アゲイン』や『ラストベガス』、ドラマシリーズ『This Is Us』などの脚本を手がけたことで知られている。2015年、アル・パチーノ主演の『Dearダニー 君へのうた』を監督した。
ドラマシリーズThis Is Usで原案・脚本・製作総指揮を務め、本シリーズでマディソンを演じるCaitlin Thompsonと結婚し子供をもうけている。

## フィルモグラフィー

### 映画
- ブラザーサンタ Fred Claus （2007年） - 脚本・原案
- ボルト Bolt （2008年） - 脚本
- 塔の上のラプンツェル Tangled （2010年） - 脚本
- ラブ・アゲイン Crazy, Stupid, Love （2011年） - 脚本
- 人生はノー・リターン 〜僕とオカン、涙の3000マイル〜 The Guilt Trip （2012年） - 脚本・製作総指揮
- ラストベガス Last Vegas （2013年） - 脚本
- Dearダニー 君へのうた Danny Collins （2015年） - 監督・脚本
- ぼくとアールと彼女のさよなら Me and Earl and the Dying Girl （2015年） - 製作
- ライフ・イットセルフ 未来に続く物語 Life Itself （2018年） - 監督・脚本

### テレビ
- THIS IS US This Is Us (2016年-2022年) - 原案・脚本・製作総指揮
- マーダーズ・イン・ビルディング Only Murders in the Building (2021年-) - 製作総指揮